# U-413 (tàu ngầm Đức)
U-413 là một tàu ngầm tấn công  Lớp Type VII thuộc phân lớp Type VIIC được Hải quân Đức Quốc Xã chế tạo trong Chiến tranh Thế giới thứ hai. Nhập biên chế năm 1942, nó đã thực hiện được bảy chuyến tuần tra, đánh chìm được năm tàu buôn với tổng tải trọng 36.885 GRT cùng một tàu chiến tải trọng 1.100 tấn. Trong chuyến tuần tra cuối cùng, U-413 bị đắm do trúng thủy lôi ngoài khơi Padstow, Cornwall vào ngày 20 tháng 8, 1944.

## Thiết kế và chế tạo

### Thiết kế

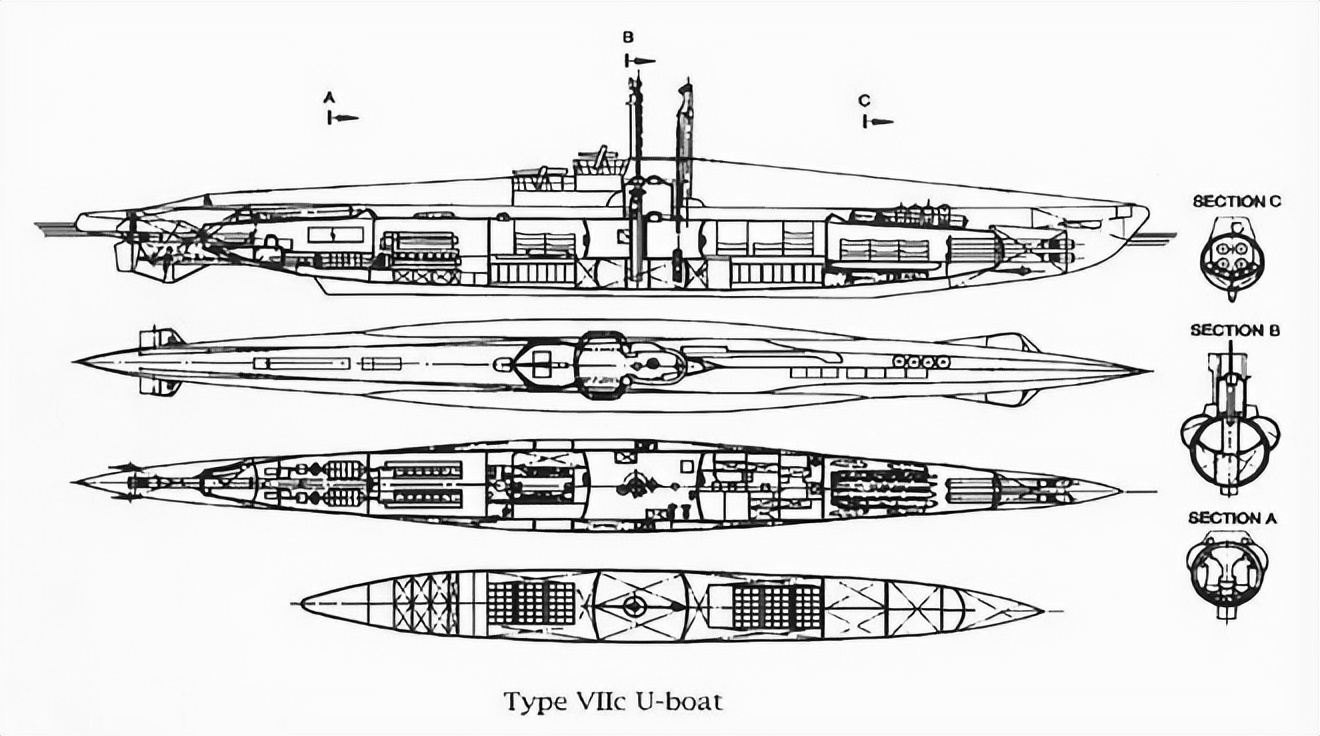
Sơ đồ các mặt cắt một tàu ngầm Type VIIC

Phân lớp VIIC của Tàu ngầm Type VII là một phiên bản VIIB được kéo dài thêm. Chúng có trọng lượng choán nước 769 t (757 tấn Anh) khi nổi và 871 t (857 tấn Anh) khi lặn). Con tàu có chiều dài chung 67,10 m (220 ft 2 in), lớp vỏ trong chịu áp lực dài 50,50 m (165 ft 8 in), mạn tàu rộng 6,20 m (20 ft 4 in), chiều cao 9,60 m (31 ft 6 in) và mớn nước 4,74 m (15 ft 7 in).
Chúng trang bị hai động cơ diesel Germaniawerft F46 siêu tăng áp 6-xy lanh 4 thì, tổng công suất 2.800–3.200 PS (2.100–2.400 kW; 2.800–3.200 bhp), dẫn động hai trục chân vịt đường kính 1,23 m (4,0 ft), cho phép đạt tốc độ tối đa 17,7 kn (32,8 km/h), và tầm hoạt động tối đa 8.500 nmi (15.700 km) khi đi tốc độ đường trường 10 kn (19 km/h). Khi đi ngầm dưới nước, chúng sử dụng hai động cơ/máy phát điện Garbe, Lahmeyer & Co. RP 137/c  tổng công suất 750 PS (550 kW; 740 shp). Tốc độ tối đa khi lặn là 7,6 kn (14,1 km/h), và tầm hoạt động 80 nmi (150 km) ở tốc độ 4 kn (7,4 km/h). Con tàu có khả năng lặn sâu đến 230 m (750 ft).
Vũ khí trang bị có năm ống phóng ngư lôi 53,3 cm (21 in), bao gồm bốn ống trước mũi và một ống phía đuôi, và mang theo tổng cộng 14 quả ngư lôi, hoặc tối đa 22 quả thủy lôi TMA, hoặc 33 quả TMB. Tàu ngầm Type VIIC bố trí một hải pháo 8,8 cm SK C/35 cùng một pháo phòng không 2 cm (0,79 in) trên boong tàu. Thủy thủ đoàn bao gồm 4 sĩ quan và 40-56 thủy thủ.

### Chế tạo
U-413 được đặt hàng vào ngày 15 tháng 8, 1940, và được đặt lườn tại xưởng tàu Danziger Werft ở Danzig (nay là Gdańsk thuộc Ba Lan) vào ngày 25 tháng 4, 1941. Nó được hạ thủy vào ngày 15 tháng 1, 1942, và nhập biên chế cùng Hải quân Đức Quốc Xã vào ngày 3 tháng 6, 1942 dưới quyền chỉ huy của Hạm trưởng, Trung úy Hải quân Gustav Poel.

## Lịch sử hoạt động

### 1942

#### Chuyến tuần tra thứ nhất

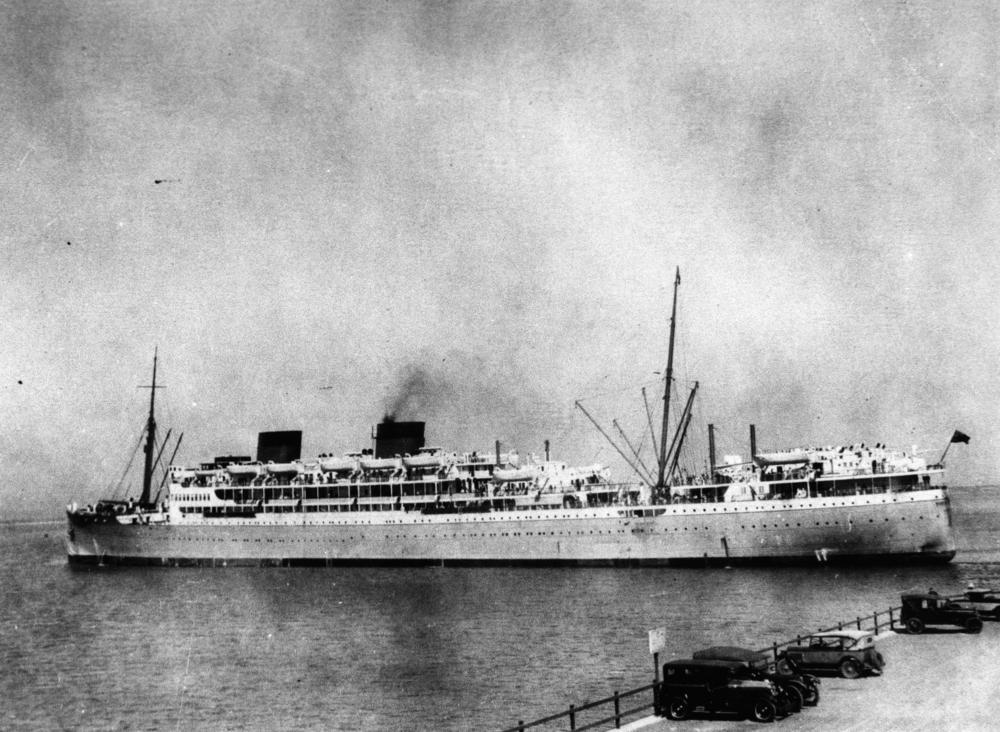
Warwick Castle vào năm 1931

U-413 khởi hành từ Kiel vào ngày 22 tháng 10, 1942 cho chuyến tuần tra đầu tiên trong chiến tranh. Nó băng qua khe GIUK giữa quần đảo Faroe và Iceland để vòng qua quần đảo Anh, và hướng đến vùng biển Đại Tây Dương ở lối ra vào phía Tây của eo biển Gibraltar. Vào ngày 14 tháng 11, ở vị trí khoảng 200 nmi (370 km) về phía Tây Bắc mũi Espichel, Bồ Đào Nha, nó phóng ngư lôi tấn công Đoàn tàu MKF-1X, và đã đánh chìm chiếc tàu chở quân MV Warwick Castle 20.107 GRT, là một trong những con tàu lớn nhất từng bị đánh chìm trong Thế Chiến II, tại tọa độ 39°12′B 13°25′T / 39,2°B 13,417°T. Đến ngày 19 tháng 11, chiếc tàu ngầm bị một máy bay ném bom Lockheed Hudson thuộc Liên đội 608 Không quân Hoàng gia Anh (RAF) ném năm quả bom tấn công. U-413 bị hư hại đến mức nó phải kết thúc chuyến tuần tra và đi đến cảng Brest bên bờ Đại Tây Dương của Pháp đã bị Đức chiếm đóng, đến nơi vào ngày 25 tháng 11.Brest trở thành căn cứ hoạt động chính của chiếc tàu ngầm cho đến khi nó bị mất.

### 1943

#### Chuyến tuần tra thứ hai
Trong chuyến tuần tra tiếp theo diễn ra từ ngày 27 tháng 12, 1942 đến ngày 17 tháng 2, 1943, U-413 đã hoạt động trong vùng biển Bắc Đại Tây Dương cho đến tận phía Đông Newfoundland, Canada. Vào ngày 22 tháng 1, nó đã phóng ngư lôi đánh chìm chiếc tàu buôn Hy Lạp Mount Mycale 3.556 GRT, vốn bị tụt lại phía sau Đoàn tàu SC-117, ở vị trí khoảng 170 nmi (310 km) về phía Đông đảo Belle. Đến ngày 5 tháng 2, nó tiếp tục đánh chìm chiếc tàu buôn Hoa Kỳ West Portal 5.376 GRT, vốn bị tách rời khỏi Đoàn tàu SC-118, tại tọa độ 53°00′B 33°00′T / 53°B 33°T.

#### Chuyến tuần tra thứ ba và thứ tư
U-413 thực hiện chuyến tuần tra thứ ba từ ngày 29 tháng 3 đến ngày 13 tháng 6 để hoạt động trong vùng biển Bắc Đại Tây Dương về phía Đông Nam Greenland. Vào ngày 21 tháng 4, nó đã tấn công và đánh chìm chiếc tàu buôn Anh Wanstead 5.486 GRT, vốn bị rớt lại sau Đoàn tàu ONS-3, ở vị trí về phía Đông Nam mũi Farewell, Greenland.
Sau khi có những chuyến đi ngắn từ cảng Brest trong tháng 9, U-413 thực hiện chuyến tuần tra tiếp theo từ ngày 2 tháng 10 đến ngày 21 tháng 11 để hoạt động tại khu vực giữa Bắc Đại Tây Dương. Tuy nhiên chiếc U-boat đã không đánh chìm được mục tiêu nào.

### 1944

#### Chuyến tuần tra thứ năm
U-413 khởi hành từ Brest vào ngày 26 tháng 1, 1944 cho chuyến tuần tra thứ năm, và đã hoạt động tại vùng biển về phía Nam và Tây Nam Ireland cho đến ngày 27 tháng 3. Vào ngày 20 tháng 2, nó phóng ngư lôi đánh chìm tàu khu trục Anh HMS Warwick (1.100 tấn) ở vị trí khoảng 15 nmi (28 km) ngoài khơi mũi Trevose ở phía Bắc Cornwall, tại tọa độ 50°27′B 5°23′T / 50,45°B 5,383°T.

#### Chuyến tuần tra thứ sáu
Dưới quyền chỉ huy của hạm trưởng mới, Trung úy Hải quân Dietrich Sachse, U-413 thực hiện một chuyến tuần tra ngắn trong vịnh Biscay từ ngày 6 đến ngày 9 tháng 6.Một máy bay ném bom Handley Page Halifax thuộc Liên đội 502 Không quân Hoàng gia Anh đã thả bốn quả bom 600 lb (270 kg) tấn công con tàu vào ngày 8 tháng 6. Chiếc Halifax bị hư hại bởi hỏa lực phòng không bắn trả, nhưng bản thân chiếc U-boat cũng chịu hư hại và buộc phải quay trở về căn cứ.

#### Chuyến tuần tra thứ bảy – Bị mất
U-413 xuất phát từ căn cứ Brest vào ngày 2 tháng 8 cho chuyến tuần tra thứ bảy, cũng là chuyến cuối cùng, để hoạt động trong khu vực eo biển Manche trong nỗ lực ngăn chặn cuộc đổ bộ của lực lượng Đồng Minh tại Normandy. Nó có được chiến công sau cùng khi đánh chìm tàu buôn Anh Saint Enogat 2.360 GRT vào ngày 19 tháng 8.
U-413 bị đánh chìm do trúng thủy lôi vào ngày hôm sau 20 tháng 8, ở vị trí khoảng 15 nmi (28 km) ngoài khơi bờ biển Padstow, Cornwall, tại tọa độ 50°32′B 04°56′T / 50,533°B 4,933°T. Chỉ có một người duy nhất sống sót trong tổng số 46 thành viên thủy thủ đoàn của U-413. Xác tàu đắm được nhà khảo cổ đại dương Innes McCartney tìm thấy và xác định vào năm 2000.
Một số nguồn trước đây cho rằng U-413 bị đánh chìm ở vị trí về phía Nam Brighton, tại tọa độ 50°21′B 00°01′T / 50,35°B 0,017°T, bởi mìn sâu thả từ các tàu khu trục hộ tống HMS Wensleydale cùng các tàu khu trục HMS Forester và HMS Vidette.

### "Bầy sói" tham gia
U-413 từng tham gia 15 bầy sói:
- Westwall (8 – 19 tháng 11, 1942)
- Jaguar (10 – 31 tháng 1, 1943)
- Pfeil (1 – 9 tháng 2, 1943)
- Adler (11 – 13 tháng 4, 1943)
- Meise (13 – 27 tháng 4, 1943)
- Star (27 tháng 4 – 4 tháng 5, 1943)
- Fink (4 – 6 tháng 5, 1943)
- Naab (12 – 15 tháng 5, 1943)
- Donau 2 (15 – 26 tháng 5, 1943)
- Schlieffen (14 – 22 tháng 10, 1943)
- Siegfried (22 – 27 tháng 10, 1943)
- Siegfried 2 (27 – 30 tháng 10, 1943)
- Körner (30 tháng 10 – 2 tháng 11, 1943)
- Tirpitz 2 (2 – 8 tháng 11, 1943)
- Eisenhart 8 (9 – 11 tháng 11, 1943)

### Tóm tắt chiến công
U-413 đã đánh chìm được năm tàu buôn với tổng tải trọng 36.885 GRT cùng một tàu chiến tải trọng 1.100 tấn:
| Ngày              | Tên tàu        | Quốc tịch              | Tải trọng | Số phận      |
| ----------------- | -------------- | ---------------------- | --------- | ------------ |
| 14 tháng 11, 1943 | Warwick Castle | United Kingdom         | 20.107    | Bị đánh chìm |
| 22 tháng 1, 1943  | Mount Mycale   | Greece                 | 3.556     | Bị đánh chìm |
| 5 tháng 2, 1943   | West Portal    | United States          | 5.376     | Bị đánh chìm |
| 21 tháng 4, 1943  | Wanstead       | United Kingdom         | 5.486     | Bị đánh chìm |
| 21 tháng 4, 1944  | HMS Warwick    | Hải quân Hoàng gia Anh | 1.100     | Bị đánh chìm |
| 19 tháng 8, 1944  | Saint Enogat   | United Kingdom         | 2.360     | Bị đánh chìm |